# Dendrophthoe quadrifida
Dendrophthoe quadrifida är en tvåhjärtbladig växtart som beskrevs av Danser. Dendrophthoe quadrifida ingår i släktet Dendrophthoe och familjen Loranthaceae. Inga underarter finns listade i Catalogue of Life.